# 石田製本
石田製本株式会社（いしだせいほん、英: Ishida Bookbinding Co., Ltd.）は、北海道札幌市西区発寒に本社を置く製本会社である。

## 概要
全自動ラインを設備。

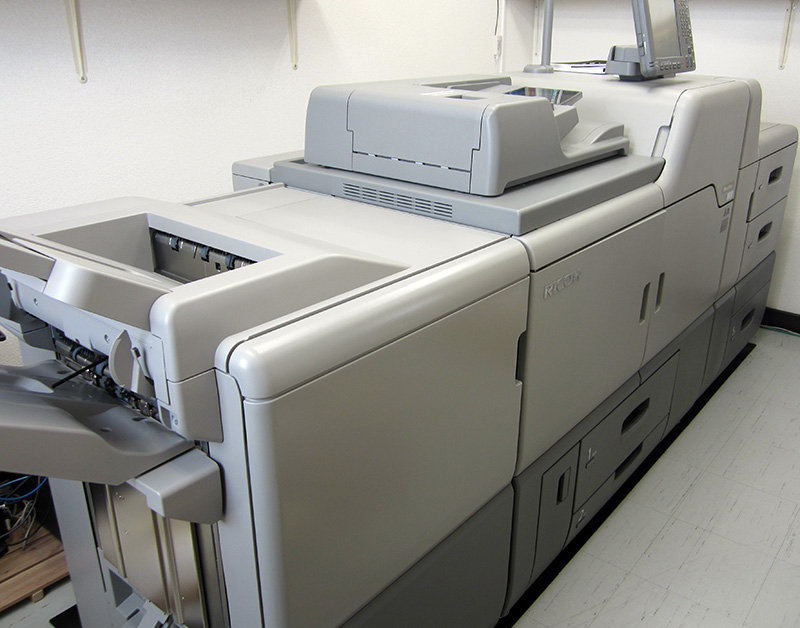
オンデマンド印刷機

また2012年に導入した高品質プリンター「カラーPOD(Print On Demand)設備」によるオンデマンド印刷により、冊子、アルバム、名刺、ポストカード、封筒など様々な製品を1冊・1部から生産を行っている。原稿さえあれば、その後の版作成、校正、印刷、製本まで1社で一貫して行うサービスとなっている。

## 歴史
1936年に創立者である石田英二により石田製本所として創業。官庁の帳簿類の製本などから取り扱い営業品目を増やした。
1962年に有限会社石田製本所となる。
1969年には2代目社長に石田誠が就く。2代目は北海道製本工業組合の理事長を21年務め、2002年秋には勲五等双光旭日章を受章している。2006年に石田製本株式会社となり、2008年には3代目社長に石田雅巳が就任した。
石田製本は視覚障碍者向けの大活字本の製本資材を無償で提供し続け、2000年に視覚障碍者団体から感謝状を贈られている。

## 取扱い製品
取り扱いしている品目の一部である。
- 卒園・卒業アルバム
- フォトブック
- スマートブック
- ウェディングアルバム
- 一般雑誌
- テキスト集
- 名刺
- チラシ
- パンフレット
- 絵本
- 写真集

## 事業所
- 本社工場
- 第2工場